# Musée de la Magie
Ne doit pas être confondu avec Maison de la magie.
Le musée de la Magie est un musée situé 11, rue Saint-Paul dans le quartier du Marais, à Paris.

## Description
Le musée de la magie est installé dans le village Saint-Paul, sous des voûtes du XVIᵉ siècle. Le lieu a été acheté en 1987 par le  magicien et collectionneur Georges Proust. Il ouvre après six ans de travaux, en 1993.
La première partie de la visite est assurée par des magiciens professionnels, proposant une histoire de la prestidigitation. Un spectacle de magie de salon et de close-up est proposé au cours de la visite. Plusieurs salles proposent des illusions d'optique et des miroirs déformants, des vitrines exposant du matériel utilisé par les illusionnistes depuis le XVIIe siècle (grandes illusions, affiches, automates) ainsi que de nombreuses machines payantes utilisées par les forains,.
Une petite boutique est encore l'occasion d'une dernière série de démonstrations. L’académie de magie Georges-Proust y diffuse ses créations. Une école de magie propose toute l'année des cours,.
Le musée de la Magie jouxte également le musée des Automates, dont il partage les locaux.

## Dans la culture populaire
Le musée sert de cadre à une bande dessinée de Bruno Bertin : Les Maîtres de la magie et de l'illusion I : Méliès (Éditions P'tit Louis, 2024).